# Municipio de Fairview (condado de Mellette)
El municipio de Fairview (en inglés: Fairview Township) es un municipio ubicado en el condado de Mellette en el estado estadounidense de Dakota del Sur. En el año 2010 tenía una población de 21 habitantes y una densidad poblacional de 0,22 personas por km².

## Geografía
El municipio de Fairview se encuentra ubicado en las coordenadas 43°26′12″N 100°31′18″O / 43.43667, -100.52167. Según la Oficina del Censo de los Estados Unidos, el municipio tiene una superficie total de 96.66 km², de la cual 96,15 km² corresponden a tierra firme y (0,53 %) 0,52 km² es agua.

## Demografía
Según el censo de 2010, había 21 personas residiendo en el municipio de Fairview. La densidad de población era de 0,22 hab./km². De los 21 habitantes, el municipio de Fairview estaba compuesto por el 80,95 % blancos, el 14,29 % eran amerindios y el 4,76 % eran de una mezcla de razas. Del total de la población el 0 % eran hispanos o latinos de cualquier raza.